# كارل بيرجمان (سياسي)
كارل بيرجمان هو سياسي ألماني، ولد في 7 يونيو 1907 في دويسبورغ في ألمانيا، وتوفي في 21 أغسطس 1979 في إسن في ألمانيا. نشط حزبياً في الحزب الديمقراطي الاجتماعي الألماني. وقد انتخب عضو مجلس الشورى الموحد شمال الراين وستفاليا ‏ خلال فترته النيابية ‏ وانتخب عضو في البوندستاغ الألماني خلال فترته النيابية ‏ (7 سبتمبر 1949 – 7 سبتمبر 1953) وانتخب عضو في البرلمان الأوروبي.